# Styloptera furcata
Styloptera furcata är en tvåvingeart som beskrevs av Carson och Toyohi Okada 1982. Styloptera furcata ingår i släktet Styloptera och familjen daggflugor. Inga underarter finns listade i Catalogue of Life.